# No Mercy Fool!/The Suicidal Family
No Mercy Fool!/The Suicidal Family è l'undicesimo album in studio del gruppo musicale crossover thrash statunitense Suicidal Tendencies, pubblicato nel 2010. Contiene ri-registrazioni del primo periodo, e viene considerato il seguito di Still Cyco After All These Years (1993).

## Tracce
1. Suicidal Maniac – 3:10
2. Possessed to Skate – 3:28
3. The Prisoner – 3:10
4. I Feel Your Pain... And I Survive – 3:42
5. Join the ST Army – 4:22
6. No Name, No Words – 2:34
7. Born to Be Cyco – 2:24
8. Come Alive – 3:43
9. Something Inside Me – 2:59
10. No Mercy Fool! – 3:28
11. We're F'n Evil – 3:37
12. Crazy But Proud – 3:14
13. I'm Your Nightmare – 3:20
14. Widespread Bloodshed... Love Runs Red – 4:34